# Ireby (Lancashire)
Ireby is een civil parish in het bestuurlijke gebied Lancaster, in het Engelse graafschap Lancashire met 78 inwoners.